# Stichting Pensioenfonds ABP
Pour les articles homonymes, voir ABP.
Stichting Pensioenfonds ABP (en français, fonds de pension civil national), fréquemment désigné sous le nom d'ABP, est la caisse de retraite des fonctionnaires et des salariés de l'éducation aux Pays-Bas. Au 31 décembre 2007, ABP comptait 2,4 millions d'affiliés et la valeur des actifs sous gestion s'établissait à 217 milliards d'euros, ce qui en faisait le fonds de pension le plus important des Pays-Bas, de l'Union européenne, et parmi les trois premiers mondiaux,,.
Le prédécesseur d'ABP, Algemeen Burgerlijk Pensioenfonds (en français, fonds pension des fonctionnaires néerlandais) fut fondé en 1922 à la suite de la loi sur les retraites qui réglementait les pensions des fonctionnaires. À l'origine il s'agissait d'un fonds contrôlé par l'État et sous l'autorité du ministère des affaires intérieures à La Haye. En janvier 1996, ABP fut privatisé tout en conservant sa fonction première.
Depuis le 1er mars 2008, APG, une filiale d'ABP, gère le plan de retraite. Le siège social d'ABP est situé à Heerlen dans le sud-est des Pays-Bas. L'actuel président du conseil d'administration est Ed Nijpels, depuis le 1er août 2009.